# Ermanno di Sassonia
Ermanno di Sassonia (900 o 912 – Quedlinburg, 27 marzo 973) è stato margravio della marca Billunga dal 936 fino alla sua morte. Divenne poi viceduca di Sassonia nel 953 nominato dal duca e imperatore Ottone I.
Il nuovo imperatore Ottone II nominerà poi il figlio di Ermanno, Bernardo, duca effettivo.

## Biografia
Era figlio di Billung, probabilmente conte della Sassonia orientale. Non è noto il nome della madre. Era fratello di Wichmann I, conte di Bardengau e di Wigmodien e di Amelung, vescovo di Verden. Un suo possibile parente (forse zio) era Bernardo, oppure lo era sua moglie Berta.
Incaricato nell'autunno del 936 del re Ottone di reprimere la rivolta dei Riadri, ottenne, come successore di Bernardo, la carica di princeps militiae l'importante compito di garantire la sicurezza del confine nord-orientale del regno lungo il corso inferiore dell'Elba, territorio che poi prese da lui il nome di marca dei Billung. A questa carica fu preferito Ermanno rispetto al fratello maggiore Wichmann, creando una situazione di conflitto all'interno della stirpe.
Quando nel 953 Ottone iniziò la sua campagna militare contro il figlio rivoltoso Liudolfo, nominò Ermanno Billung suo rappresentante (procurator regis) nel ducato di Sassonia. Con ciò Ermanno ottenne de facto la signoria del ducato di Sassonia, ma non fu chiamato duca, bensì comes (conte) e marchio (marchese o margravio). In quel periodo Ermanno riuscì a cacciare dalla Sassonia i nipoti Wichmann II il Giovane ed Ecberto di Ambergau, entrambi simpatizzanti del ribelle Liudolfo.
Nell'agosto 961 Ottone si recò a Roma, ove si fece incoronare imperatore da papa Giovanni XII ed anche durante questa assenza egli si fece rappresentare in Sassonia da Ermanno.
Nel 972 Ermanno fu ricevuto dall'arcivescovo Adalberto di Magdeburgo con gli onori dovuti ad un re (venne fatto sedere a tavola al posto di Adalberto e il letto di quest'ultimo fu posto a sua disposizione). L'imperatore andò in collera per questo, che egli riteneva un atto di arroganza, ma punì l'arcivescovo, lasciando indenne il suo rappresentante Ermanno.
Questi morì nel 973. Secondo Tietmaro di Merseburgo, il figlio di Ermanno, Bernardo, mentre trasportava il corpo di suo padre a Luneburgo, incontrò il cugino Bruno, vescovo di Verden, figlio di Wichmann I il Vecchio, e chiese supplicante che a suo padre fosse concessa l'assoluzione e fosse permesso la sepoltura nella chiesa. Bruno rifiutò. Questo atto mostra l'ostilità tra i due rami dei Billung.

## Matrimonio e discendenza
Ermanno Billung si sposò probabilmente due volte: in prime nozze con Oda († dopo il 973) ed in seconde nozze con Ildegarda. Ebbe probabilmente cinque figli:
- Bernardo (verso il 950 - 1011), duca di Sassonia come Bernardo I, sposato con Ildegarda di Stade, figlia di Enrico I, conte di Stade, padre di Bernardo II di Sassonia; sepolto a Lüneburg nella chiesa del convento di San Michele;
- Liutgero (Liudger) († 26 febbraio 1011), conte di Lesum  (attestato nel 991), sposò Emma di Lesum, venerata come santa;
- Matilde (935/945 - 1008), andata sposa in prime nozze nel 961 a Baldovino III, conte delle Fiandre e, rimasta vedova, sposò in seconde nozze Goffredo I, conte di Verdun;
- Suanhilde (Schwanhild) (945/955 - 1014),  andata sposa a Tietmaro I, dal 965 al 979 margravio della Nordmark e dal 976 al 979 margravio di Meißen e di Merseburgo; rimasta vedova sposò in seconde nozze (prima dell'anno 1000) Eccardo I, verso il 987 anch'egli margravio di Meißen (assassinato il 30 aprile 1002 a Pöhlde nello Harz durante la successione al trono di Ottone III).